# Ди (Галовеј)
Ди (Галовеј) (енгл. River Dee (Galloway)) је река у Уједињеном Краљевству, у Шкотској. Дуга је 61 km. Улива се у Fiordo de Solway, односно Ирско море. 